# Vincent Gasco
Vincent Gasco, né le 31 juillet 1907 à Torreblanca (Espagne) et mort le 5 décembre 1961 à Paris, est un joueur de football espagnol, naturalisé français.

## Biographie
Natif d'Espagne, Vincent Gasco s'installe à Sète avec sa famille vers 1910. Avec ses frères, il joue au football au FC Sète, le club de la ville, fondé en 1914. Son frère Ramon intègre l'équipe première en 1924,. Vers 1930, il y est promu à son tour, au poste de défenseur, alors que le club sétois dispose d'une des meilleures équipes de France, et qu'un championnat de France professionnel est lancé en 1932. Il est naturalisé français en 1933.
Lors de la saison 1933-1934, il est titulaire en Coupe de France, généralement au côté de l'Anglais Joseph Hillier. L'équipe se qualifie pour la finale, où elle bat l'Olympique de Marseille (2-1). Peu après, Sète remporte également le championnat, dont Gasco a joué une dizaine des 26 matchs, de façon un peu inattendue. C'est le premier doublé Coupe-championnat réalisé par un club français. 
Gasco est sélectionné en avril 1934 dans une équipe de France B, du « Sud », qui joue et perd un match contre son homologue allemande. Il épouse en 1935 Jane Cabane, originaire de Bouzigues.
En 1935, il est transféré au FC Mulhouse, autre club de première division. Puis il revient la saison suivante dans le sud, à l’Olympique d’Alès, en deuxième division, et en 1938 au Toulouse FC. 
Mobilisé pendant la guerre, il est fait prisonnier en Allemagne pendant plus de deux ans. Il tente brièvement de reprendre une carrière sportive comme entraineur-joueur à Castelnaudary. 
En 1943, il s'installe à Paris et y tient un café avec son épouse. Il y décède en 1961,.

## Palmarès
- Champion de France : 1934 (FC Sète)
- Vainqueur de la Coupe de France : 1934 (FC Sète)